# Matrix (geologi)

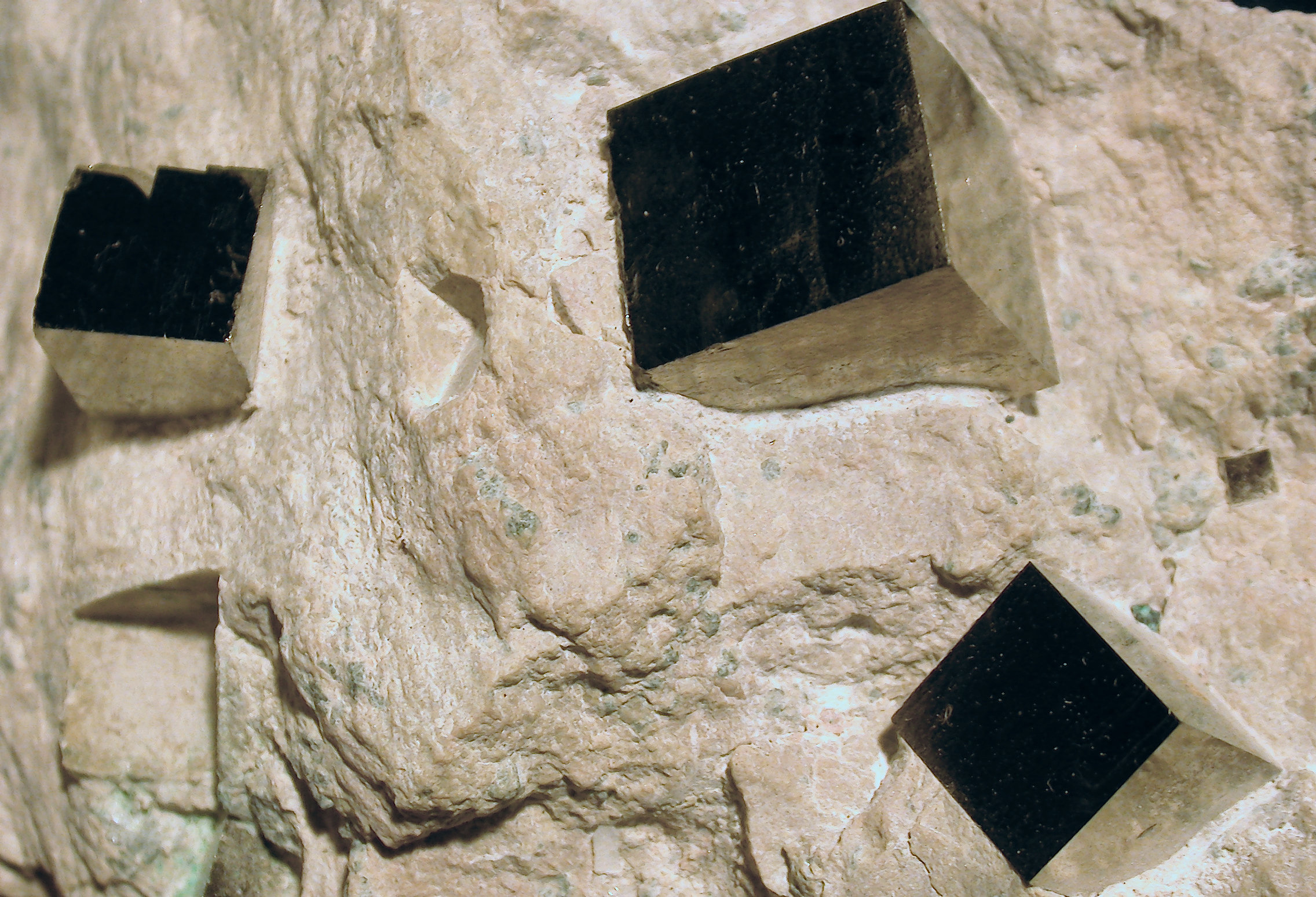
Svavelkis i en matrix

Matrix (även grundmassa och mellanmassa) är den fyllnadsmassa som omger mineralkorn, fossil och liknande i en bergart.
När Carl von Linné i sina ungdomsskrifter studerade gruvor och bergarter, dokumenterade han även vilket matrix som omger dessa.